# 奥尔德日赫·库切拉
奥尔德日赫·库切拉（捷克語：Oldřich Kučera，1914年7月1日—1964年1月1日），捷克男子冰球运动员。他曾代表捷克斯洛伐克国家队参加1936年冬季奥林匹克运动会冰球比赛，获得第四名。